# Квасник (посуда)

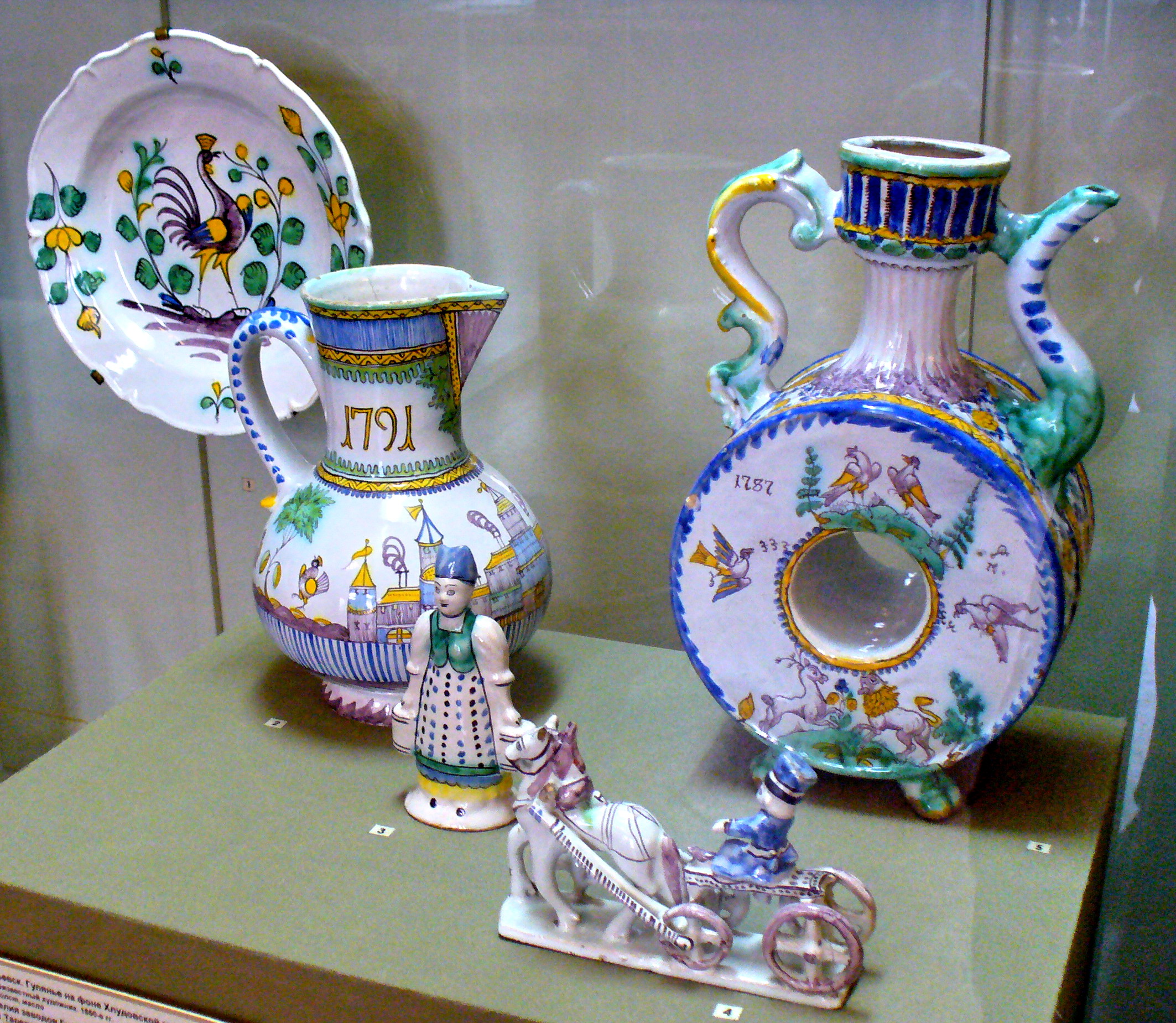
Квасник XVIII века (справа)

Квасни́к — посудина, жбан, сосуд, в котором хранили и подавали дрожжевой или фруктовый квас. С XIX века название «квасник» закрепилось в Москве за керамическим сосудом дисковидной формы с носиком, обширным горлом и изогнутой ручкой, в середине корпуса которого оставлено круглое полое отверстие для помещения льда, охлаждавшего содержимое. Самый ранний известный сосуд такой формы датируется 1771 годом и был изготовлен в Гжели.
Керамические квасники часто украшались резьбой или расписывались сценами битв или охоты, изображениями людей, животных, зданий. В наше время изготовление квасников имеет прежде всего декоративное значение.